# قلم زرین
جایزه ادبی «قلم زرین» یک جایزه ادبی خصوصی در ایران است که هر سال توسط انجمن قلم ایران برگزار می‌شود.
آیین پایانی این جشنواره همزمان با روز ملی قلم برپا می‌گردد. جایزه قلم زرین دارای بخش‌های پژوهش و نقد ادبی، شعر بزرگسال، داستان بزرگسال، شعر کودک و نوجوان و داستان کودک و نوجوان است. نخستین دوره جایزه ادبی قلم زرین در ۱۴ تیر ۱۳۸۱ برگزار شد. دوره پنجم و ششم این جایزه ادبی با یکدیگر و در سال ۱۳۸۷ برگزار گردید و از آن سال تاکنون، به شکل منظم در ۱۴ تیر هر سال برگزار شده‌است.

## فهرست برگزیدگان
| دوره       | سال برگزاری | دبیر علمی        | بخش داستان بزرگسال                                                        | بخش شعر بزرگسال                                                              | بخش داستان کودک و نوجوان                                                                                               | بخش شعر کودک و نوجوان | بخش نقد و پژوهش ادبی                                                                                 | بخش جنبی                               | منبع                                            |
| ---------- | ----------- | ---------------- | ------------------------------------------------------------------------- | ---------------------------------------------------------------------------- | --- | --- | --- | -------------------------------------- | ----------------------------------------------- |
| یکم        | ۱۳۸۱        | سمیرا اصلانپور   | روی ماه خداوند را ببوس ـ مصطفی مستور                                      | گزیده ادبیات معاصر ـ محمدخلیل جمالی (مذنب)                                   | ـ | ـ | ـ |                                        |                                                 |
| دوم        | ۱۳۸۲        | راضیه تجار       | پل معلق ـ محمدرضا بایرامی                                                 | شب همه شب ـ مشفق کاشانی                                                      | ـ | ـ | مقایسه قصص در قرآن و عهدین ـ عباس اشرفی                                                              |                                        |                                                 |
| سوم        | ۱۳۸۴        | رضا اسماعیلی     | ـ                                                                         | زین نقره واژگون ـ خسرو احتشامی چین کلاغ ـ مرتضی امیری اسفندقه                | ـ | ـ | امام حسین (ع) در شعر معاصر عربی ـ انسیه خزعلی                                                        |                                        |                                                 |
| چهارم      | ۱۳۸۵        | مریم صباغ‌زاده    | سه دختر گل‌فروش ـ مجید قیصری                                               | از نام‌ها خبری نیست ـ مریم سقلاطونی                                           | ـ | - | نوشته بر دریا ـ محمدرضا شفیعی کدکنی (تقدیری) تاریخ در ترانه ـ محمد احمدپناهی (تقدیری)                |                                        |                                                 |
| پنجم       | ۱۳۸۷        | پدرام پاک‌آیین    | ترنم داوودی سکوت ـ قربان ولیئی                                            | ـ                                                                            | - | - | از این باغ شرقی ـ پروین سلاجقه                                                                       |                                        |                                                 |
| ششم        | ۱۳۸۷        | پدرام پاک‌آیین    | -                                                                         | دستور زبان عشق ـ قیصر امین‌پور                                                | - | - | آیین آیینه ـ حسینعلی قبادی                                                                           |                                        |                                                 |
| هفتم       | ۱۳۸۸        | جواد محقق        | ـ                                                                         | خاک نغمه‌ها ـ عباس باقری دری بر پاشنه اندوه ـ جواد گنجعلی                     | ـ | ـ | تاریخ ادبیات ـ محمود فتوحی رودمعجنی                                                                  |                                        |                                                 |
| هشتم       | ۱۳۸۹        | احمد شاکری       | مامور ـ علی مؤذنی (تقدیری)                                                | روزی کبوتری ـ عباس باقری شالی از شکوفه ـ الهام امین                          | - | - | از پاژ تا دروازه رزان ـ محمدجعفر یاحقی (تقدیری)                                                      |                                        |                                                 |
| نهم        | ۱۳۹۰        | احمد شاکری       | جاده جنگ ـ منصور انوری                                                    | ادامه دلواپسی ـ محمدرضا واحدی                                                | ـ | - | پیش‌درآمدی بر رویکردها و مکتب‌های ادبی ـ شهریار زرشناس                                                 |                                        |                                                 |
| دهم        | ۱۳۹۱        | رضا رسولی        | ـ                                                                         | ـ                                                                            | ـ | ـ | ادبیات داستانی ایران پس از انقلاب اسلامی ـ محمدرضا سرشار                                             |                                        |                                                 |
| یازدهم     | ۱۳۹۲        | رضا اسماعیلی     | ـ                                                                         | صبح بنارس ـ علیرضا قزوه خورشیدهای توامان ـ حسنا محمدزاده                     | ـ | ـ | روایت‌شناسی داستان‌های مثنوی ـ سمیرا بامشکی                                                            |                                        |                                                 |
| دوازدهم    | ۱۳۹۳        | علی‌اکبر والایی   | آه با شین ـ محمدکاظم مزینانی                                              | ضد ـ فاضل نظری                                                               | ـ | ـ | بررسی تطبیقی عناصر روایی قصه یوسف در قرآن و سیاوش در شاهنامه ـ زهرا محمودیان راوی‌نژاد (تقدیری)       |                                        |                                                 |
| سیزدهم     | ۱۳۹۴        | کامران پارسی‌نژاد | مفتون و فیروزه ـ سعید تشکری گل‌های کاغذی ـ محمدعلی گودینی (تقدیری)         | واژه‌های وحشی ـ حامد حسین‌خانی (تقدیری)                                        | ـ | بوسه خیس ـ شکوه قاسم‌نیا (تقدیری) دم گربه‌ها را بکش ـ طیبه شامانی (تقدیری)                                                           | نتایج سحر ـ محمدرضا سنگری (تقدیری)                                                                   |                                        |                                                 |
| چهاردهم    | ۱۳۹۵        | محمدرضا اصلانی   | پایان یک نقاش ـ جلال توکلی (تقدیری) ادواردو ـ بهزاد دانشگر (تقدیری)       | بهانه‌ها ـ پروانه نجاتی (تقدیری)                                              | بازگردانده شده ـ انوشه منادی (تقدیری) شاهزاده‌خانمی در مترو ـ محدثه گودرزنیا (تقدیری) آخرین مرخصی ـ عقیل برزگر (تقدیری) | تلنگر باران ـ حمیدرضا شکارسری (تقدیری) در فصل‌های خانه ـ داوود لطف‌الله (تقدیری) از نوک خودکار من گل می‌چکد ـ سید سعید هاشمی (تقدیری) | جستاری در اصلاح‌شناسی و مبانی ادبیات داستانی دفاع مقدس ـ احمد شاکری (تقدیری)                          | تجلیل از یک عمر تلاش فیروز زنوزی جلالی |                                                 |
| پانزدهم    | ۱۳۹۶        | یوسف قوجق        | ـ                                                                         | گلهای تاریکی ـ سینا سنجری                                                    | قصه آلبالوپلو ـ زهرا حیدری (تقدیری)                                                                                    | آسمان نقطه‌چین ـ مریم زرنشان (تقدیری)                                                                                               | داستان سیاسی داستان انقلاب ـ محمد حنیف صد سال عشق مجازی ـ محمود فتوحی                                |                                        |                                                 |
| شانزدهم    | ۱۳۹۷        | وجیهه سامانی     | گیلداد ـ حسن قلی‌پور                                                       | سیاه‌مست سایه تاک ـ مرتضی امیری اسفندقه                                       | روایتی ساده از ماجرایی پیچیده ـ ابراهیم حسن‌بیگی (تقدیری) باغ خرمالو ـ هادی حکیمیان (تقدیری)                            | آبان در ترافیک ـ داوود لطف‌الله | پژوهشی در ادبیات و اندیشه علمی تخیلی ـ محمد قصاع (تقدیری) درس‌گفتارهای نقد ادبی ـ احمد خاتمی (تقدیری) |                                        |                                                 |
| هفدهم      | ۱۳۹۸        | رحیم مخدومی      | پس از بیست سال ـ سلمان کدیور (تقدیری) باران تمشک ـ مصطفی فعله‌گری (تقدیری) | آنجا که نامی نیست ـ یوسفعلی میرشکاک از پیله تا پروانگی ـ محمدرضا روزبه       | خواب پلنگ ـ هادی حکیمیان (تقدیری)                                                                                      | خدا نقاش خوبی است ـ سعیده موسوی‌زاده (تقدیری) آب‌نبات گنده ـ طیبه شامانی (تقدیری)                                                    | بومی‌سازی رئالیسم جادویی در ایران ـ محمد حنیف و محسن حنیف سنجش منابع تاریخی شاهنامه ـ فرزین غفوری     | تجلیل از یک عمر تلاش غلامعلی حدادعادل  |                                                 |
| هجدهم      | ۱۳۹۹        | کامران شرفشاهی   | آتون‌نامه ـ محمد اسماعیل حاجی‌علیان                                         | فقط او بخواند ـ هادی محمدحسنی پرواز در پیله ـ حامد حسین‌خانی                  | تاریخ با طعم ذغال اخته ـ یوسف قوجق                                                                                     | ـ | حماسه مسیب‌نامه به تصحیح و مقدمه و تعلیقات ـ میلاد جعفرپور                                            | تجلیل از یک عمر تلاش جمال شورجه        |                                                 |
| نوزدهم     | ۱۴۰۰        | سهیلا عبدالحسینی | بی‌نام پدر ـ سید میثم موسویان برشکن ـ حمید علیدوستی شهرکی                  | النگوهای دختر نمرود ـ سعیده هاشمی سلول آزادی ـ هادی خورشاهیان                | یولبارس و شهر زیرزمینی ـ عبدالرحمن اونق راز دانه کوچولو ـ راضیه خادم الحسینی                                           | باران در خودم می‌بارد ـ حسین تولایی هزار و شصت و پانصد ـ طیبه شامانی                                                                | ـ |                                        |                                                 |
| بیستم      | ۱۴۰۱        | مریم مقانی       | صور سکوت ـ محمد قائم‌خانی                                                  | همان گندم اول ـ عباس باقری مرتد ـ مهدی جهاندار                               | من و آقای همسایه ـ علیرضا متولی ننه اربعین و ساک عجیب و غریب ـ سنا ثقفی                                                | شعر سفارشی ـ افسانه شعبان‌نژاد | ـ |                                        |                                                 |
| بیست و یکم | ۱۴۰۲        | حمید هنرجو       | بوماران ـ محبوبه حاجیان‌نژاد (تقدیری)                                      | دیدار نخستین ـ زهرا محدثی خراسانی گیسوان کابلی ـ محمدحسین انصاری‌نژاد (مشترک) | من مهدی آذریزدی هستم ـ هادی حکیمیان (تقدیری)                                                                           | من سنگ بودم ـ طاهره شهابی هنگام باران بود ـ سید حبیب نظاری (مشترکا تقدیری)                                                         | گونه‌شناسی نثر فارسی در عصر قاجار ـ محمدرضا حاجی‌آقابابایی (تقدیری)                                    |                                        |                                                 |
| بیست و دوم | ۱۴۰۳        | راضیه تجار       | ماه و بلوط- محسن مؤمنی شریف                                               | شامِ اَوَد- علیرضا قزوه                                                         | پاک کن جادویی- زهرا اخلاقی آتش در آشیانه‌ی ا زاده- رویا منوچهری                                                         | بهار از کوچه برگشت - بابک نیک‌طلب                                                                                                   | واکاوی پدیده- کامران پارسی‌نژاد بتول واعظ- محمدرضا حاجی آقا بابایی                                    | تجلیل از یک عمر تلاش حسین اسرافیلی     | [ ۲ ] [ ۳ ] [ ۴ ] [ ۵ ] [ ۶ ] [ ۷ ] [ ۸ ] [ ۹ ] |

## برترین‌های جایزه قلم زرین
| رتبه  | نام                  | برگزیده        | تقدیری         | بخش                  |
| ----- | -------------------- | -------------- | -------------- | -------------------- |
| یکم   | عباس باقری           | ۱۳۸۸ ۱۳۸۹ ۱۴۰۱ |                | شعر بزرگسال          |
| دوم   | مرتضی امیری اسفندقه  | ۱۳۸۵ ۱۳۹۷      |                | شعر بزرگسال          |
| دوم   | محمود فتوحی رودمعجنی | ۱۳۸۸ ۱۳۹۶      |                | پژوهش و نقد ادبی     |
| دوم   | محمد حنیف            | ۱۳۹۶ ۱۳۹۸      |                | پژوهش و نقد ادبی     |
| سوم   | طیبه شامانی          | ۱۴۰۰           | ۱۳۹۴ ۱۳۹۸      | شعر کودک و نوجوان    |
| چهارم | حامد حسین‌خانی        | ۱۳۹۹           | ۱۳۹۴           | شعر بزرگسال          |
| پنجم  | هادی حکیمیان         |                | ۱۳۹۷ ۱۳۹۸ ۱۴۰۲ | داستان کودک و نوجوان |